# Loanda (Paraná)
Loanda is een gemeente in de Braziliaanse deelstaat Paraná. De gemeente telt 20.103 inwoners (schatting 2009).